# (954) Li
Pour les articles homonymes, voir Li.
(954) Li est un astéroïde de la ceinture principale découvert le 4 août 1921 par l'astronome allemand Karl Reinmuth. Sa désignation provisoire était 1921 JU.
Sa distance minimale d'intersection de l'orbite terrestre est de 1,579000 ua.